# Lijst van aartsbisschoppen van Makassar
Onderstaand volgt een lijst van aartsbisschoppen van het aartsbisdom Makassar, een Indonesisch rooms-katholiek aartsbisdom.
| Apostolisch prefect van Makassar | Apostolisch prefect van Makassar        |
| -------------------------------- | --------------------------------------- |
| 1937 - 1948                      | Gerardo Martino Uberto Martens C.I.C.M. |
| Apostolisch vicaris van Makassar |                                         |
| 1948 - 1961                      | Nicolaas Schneiders C.I.C.M.            |
| Aartsbisschop van Makassar       |                                         |
| 1961 - 1973                      | Nicolaas Schneiders C.I.C.M.            |
| Aartsbisschop van Ujung Pandang  |                                         |
| 1973 - 1981                      | Theodorus Lumanauw                      |
| 1988 - 1994                      | Franciscus van Roessel C.I.C.M.         |
| 1994 - 2000                      | Johannes Liku Ada’                      |
| Aartsbisschop van Makassar       |                                         |
| 2000 - heden                     | Johannes Liku Ada’                      |